# 交通寧靜化

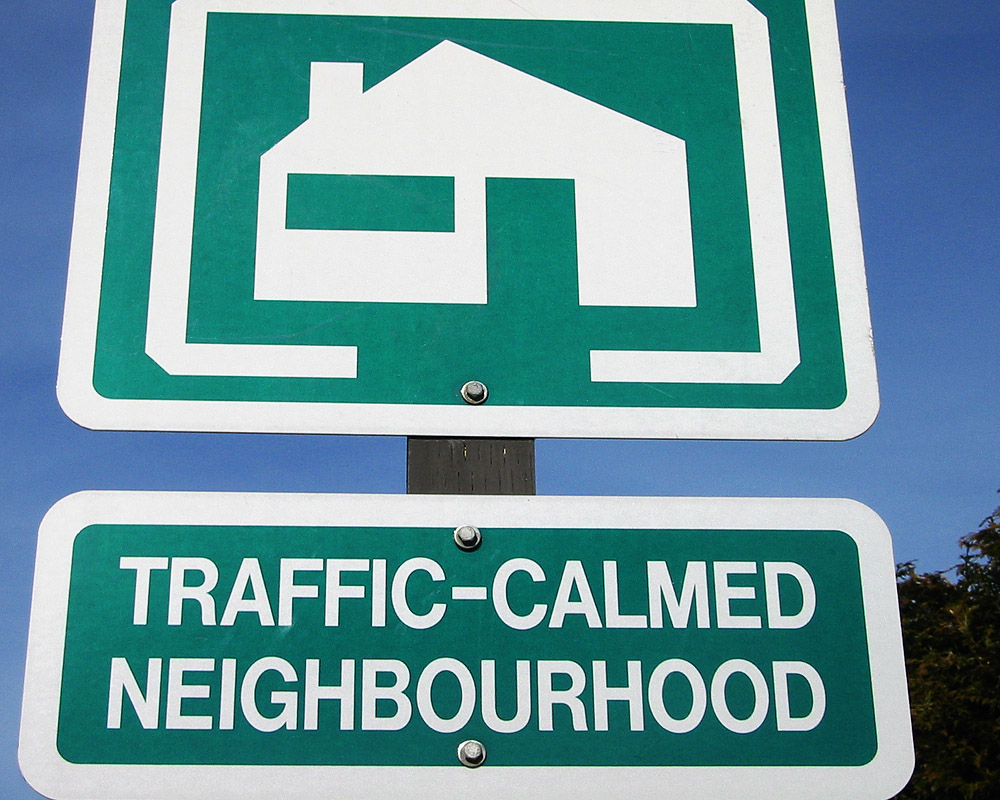
加拿大不列颠哥伦比亚省的表示驾驶员正在接近交通宁静化设施的标牌

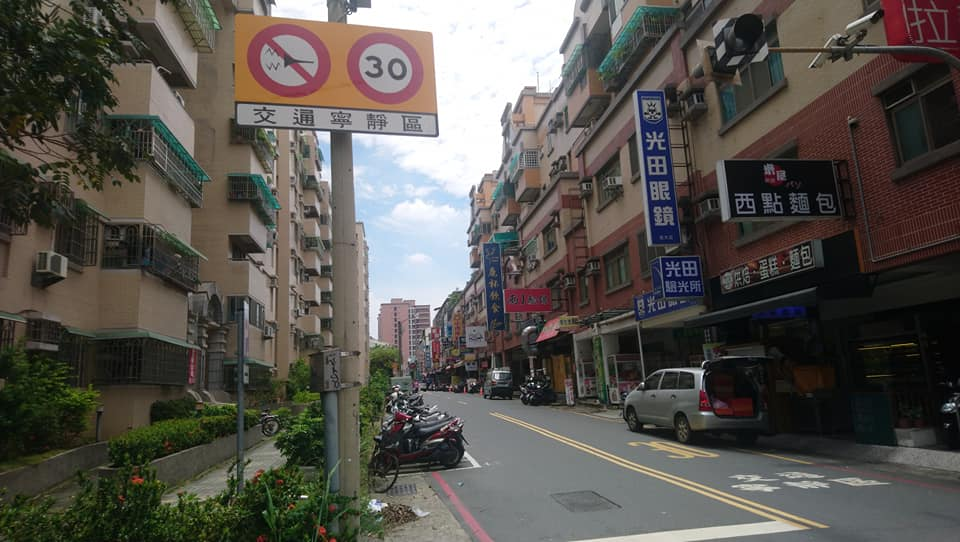
位於台南市育樂街的交通寧靜區

交通寧靜化（英語：traffic calming），又稱交通穩靜化、交通靜穩化、交通安定化、交通镇静化或交通稳化等，是采用物理设计和其他措施来提高驾驶者、行人和骑行者安全的技术领域。它旨在鼓励更安全、更负责任的驾驶，并可减少交通流量。城市規劃師和交通工程师有各种交通宁静化的策略，包括道路缩窄和減速丘。这类措施在澳大利亚和欧洲（尤其是北歐）很常见，在北美则不然。交通寧靜化常被運用在住宅區的出入道路以確保社區居民使用道路的交通安全。
“交通宁静化”的英文译自德语单词，该词首先在1985年由卡门·哈斯-克劳（Carmen Hass-Klau）发表。
實現交通寧靜化的區域稱為交通寧靜區。

## 历史
在20世纪30年代英国的早期发展过程中，交通稳静化基于的理念是：住宅区应该受到保护，免受穿行车流的影响。随后，它因改善行人安全和减少交通噪音和空气污染的能力而受到重视。
在20世纪的大部分时间里，街道是由工程师设计的，他们只负责确保机动车交通的流畅，而非促进街道的其他功能。交通稳静化的方案也逐渐成长为将其他设计功能纳入考虑。例如，小汽车交通严重损害了公共街道的社交和休闲功能。唐纳德·阿普尔亚德的《宜居街道》（Livable Streets）研究发现，平均而言，交通量少的街道旁的居民，比规模相似而交通量大的街道上收入相近的居民，平均多了三个朋友和一倍的熟人。
英國運輸部在1963年發表的專書「都市中的交通」中提到，都市中的道路可依據功能分類，並根據分類做出適當的改善，而必須思考妥善解決持續增加的汽車交通量的對策。在1960年代末期因汽車發展而導致的汽車激增，由於早期的路網規劃並未考慮汽車影響，因此在交通安全、生活品質等層面產生了負面影響。
在1970年代初期，荷蘭開始採用了稱為woonerf（生活化道路）的改善手法，以人車共存取代原本人車分離的想法。從此，各地開始取消人行道和車道的分隔，以期能降低汽車行駛於道路上的速度，讓被包圍在主要道路之內，原本是汽車行走的道路也能成為社區居民的活動空間。在生活化道路實施後，汽車相對於行人並沒有優先路權，而這種設計理念在1970年代末期時傳播到歐洲各國。 
但是要取得社區居民的共識來實施生活化道路並不容易，而且改建道路的費用也不能小覷，因此在1980年代發展出了較容易實行的交通寧靜化的手法。將原本根據道路訂定的速限改為同一地區內相同速限，而道路硬體設施的改善，則改在社區和主要道路連結的數個路口進行，荷蘭在1984年正式將交通寧靜化訂定為法令，而歐洲各國也陸續跟進。
這之後，荷蘭的交通工程師還提出了「共享空間」的概念，在歐盟的贊助下於德國的博姆特實施，並得到了全球交通界的關注。

## 概念
不同於主要幹道可應付大量通過性交通，行經住宅區的出入道路通常路幅較小，汽車容易和行人產生衝突。如果有大量單純需要通過的汽車以高速行經出入道路，不僅會增加發生交通事故的可能性，還會產生噪音而造成居住環境的惡化。為了解決這類問題所採取的行動即總稱為交通寧靜化，利用改善道路路型或交通規則等方法，來抑制出入道路上的汽車交通。

### 實施地點
交通寧靜區在都市人口密集、街道狹窄的國家實施成效良好，例如歐洲或日本，而實施交通寧靜區的地點通常有下列特徵。
- 大多數位於住宅區，或位於以行人及機慢車為主要客群的商業區。
- 道路除了提供交通功能以外，尚被利用於社交、遊戲與休閒。
- 在道路等級中通常為出入道路。

### 公共討論
交通寧靜區對於某些地區的居民而言是嶄新的概念，若貿然地推行必然會引起民意的反彈，因此在規劃過程中應該舉行公聽會收集民眾意見，並考慮現有的都市計劃法規與道路設計規範是否允許改變道路的路型或是將車速限制於30km/hr以下，確立明確的執行機關後先在部分地區推行示範，取得相當的成效再推廣至其他地區實施。

## 手法
主要可分為硬性和軟性兩種手法，軟性手法利用交通法規或路面標示來提升駕駛的注意並降低車速，硬性手法則是在道路上設置障礙物。另外，還可根據目的分為降低車速與減少車流兩種。規劃者須根據各地區不同的狀況活用各種手法，來達到交通寧靜化的目的。手法詳述如下。

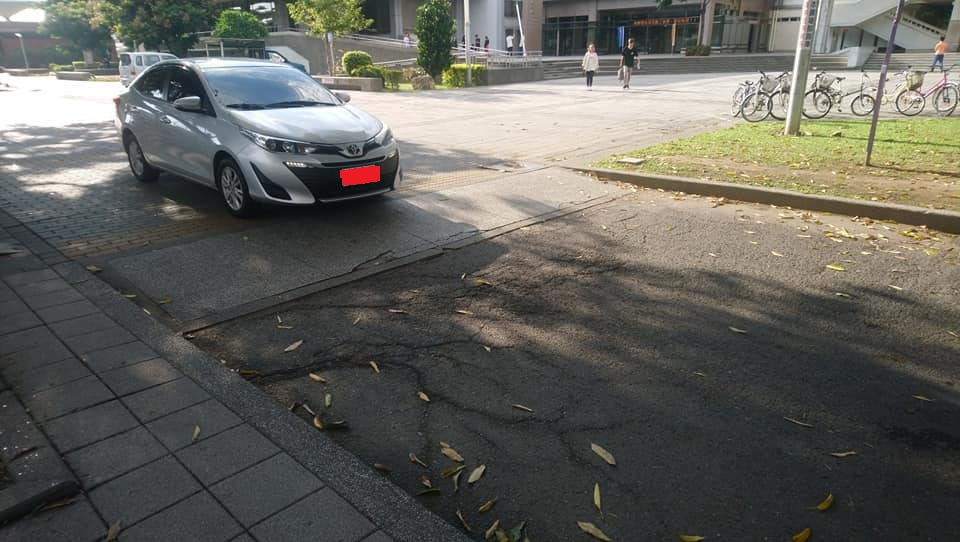
一輛汽車行經減速平台

### 軟性手法
- 單向道：限制車輛的行進方向來減少車流。
- 速限：為了避免嚴重的交通事故，交通寧靜區內的速限通常會設定為30km/h。
- 限制車種通行：禁止大型車輛進入。
- 禁止停車：除了有畫設停車格的部分以外禁止停車。

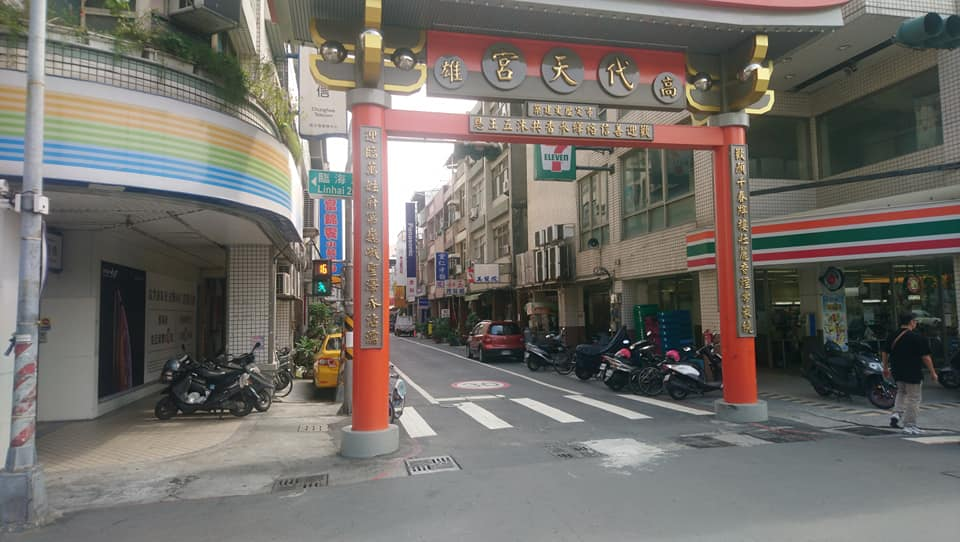
在道路入口處設立牌樓可以減少進入的車輛數

### 硬性手法
- 路面標示：改變路面的塗裝或採用路面彩繪來提升駕駛的注意力。
- 縮減車道：減少可行進的車道數。
- 彎曲車道：縮減部分道路的寬度，使車輛經過時需蛇行。
- 阻斷道路：封閉道路的一端可以減少經過性車流。
- 駝峰、減速平台或彈跳路面：將一段的道路隆起可以有效地降低速度。

## 世界各地的实例

### 欧洲
欧洲各地的城市已成功地使用了交通稳静化数十年。例如起源于20世纪60年代末荷兰代尔夫特的生活化道路（Living street，有时被称为家庭地带或其荷兰语名字“woonerf”），是一条将驾车者的需求置于其他街道使用者需求之后的街道；交通稳静化的原则融入了他们的设计中。从荷兰开始，生活化道路的应用迅速传播到德国并于1976年应用于北莱茵-威斯特法伦，到20世纪80年代初期已非常普遍。20世纪80年代末，这些理念和技术也传播到了英国，提姆·法劳（Tim Pharaoh）和卡门·哈斯-克劳（Carmen Hass-Klau）等学者推动了当地的实践。德文郡议会于1991年公布的指南（提姆·法劳是主要作者）特别深受好评。

### 北美
最近，为了应对越来越多的交通事故和超速问题，北美各城市已经开始创立交通稳静化项目，以提高居住区街道的安全性和宜居性。许多地方的市政当局建造了沥青或混凝土设施，但预制橡胶产品更容易安装并始终符合标准化要求，正变得越来越受欢迎。截至2017年，旧金山的大程度上以交通稳静化为特征的愿景零计划（Vision Zero）将死亡人数降低了约33%。
一項2018年的研究發現，波特蘭的交通穩靜化措施減少了超速現象，並減少了16%的日交通量，並將當地房價提升了1%。

### 日本

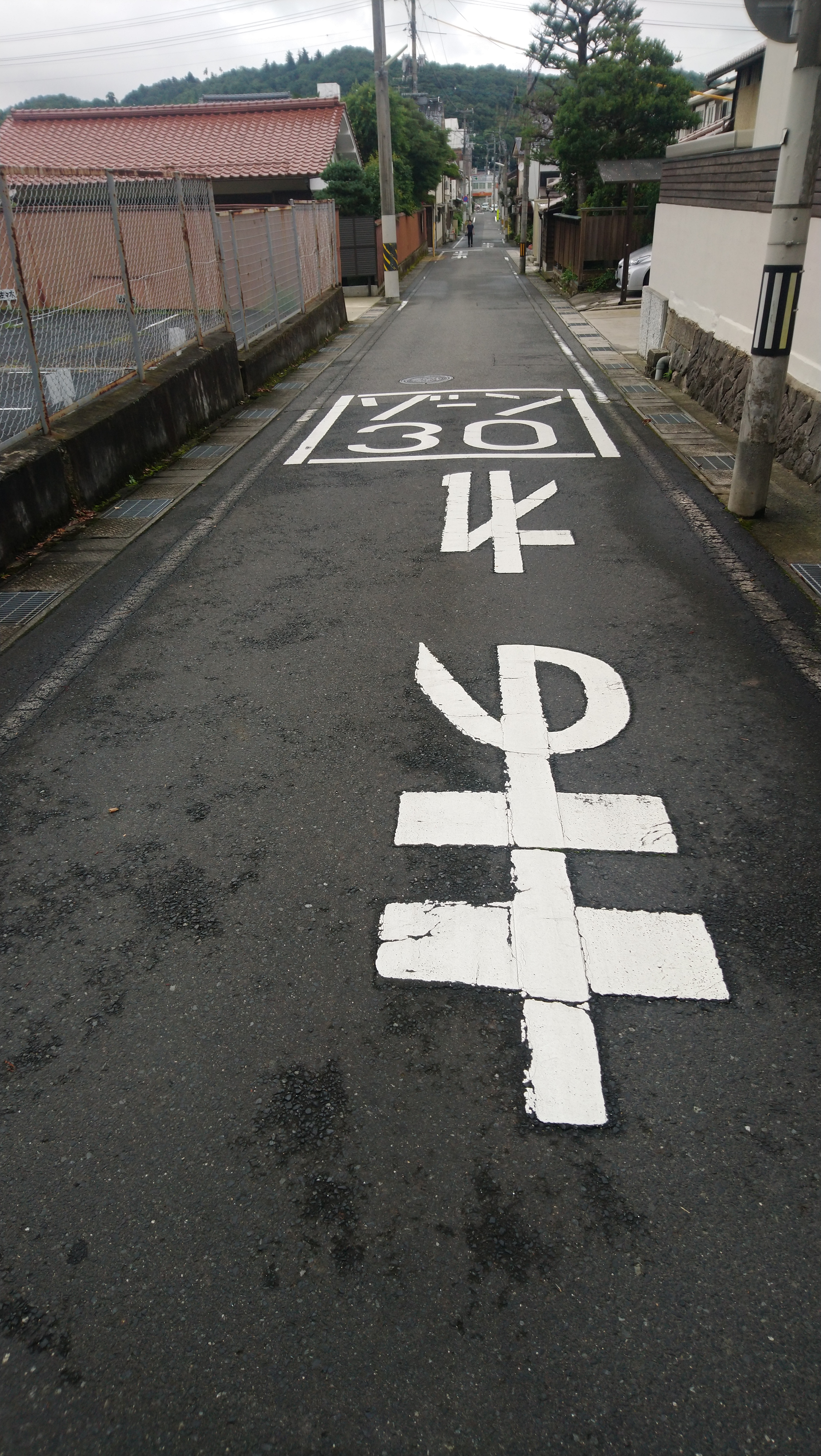
位於鳥取縣倉吉市道路的zone30

日本的城市使用了各式的交通稳静化措施，尤其东京和横滨这样的大城市。东京狭窄的街道迫使汽车和行人相互之间十分接近；一种在东京常见的交通稳静化技术是改变狭窄道路路肩的表面材料和/或纹理，这有助于划定汽车和行人之间的界限，同时允许汽车与对向交通流会车时利用这些空间。
在2011年9月20日，日本政府向全國的各個行政機關發出了「關於推進Zone30」的公文，正式開始進行相關工作。Zone30以警察廳作為主導機關，不同於以往推動的交通寧靜措施，僅先實施較容易獲得居民同意的速度限制，並沒有強制設置物理設施以減速。利用警察指定zone30的方法，可以減輕地方政府和道路管理者改善道路的精力，也可以更進一步的推行物理設施的設置。 

### 台灣
各縣市近年陸續試辦後，最大困擾是居民擔心畫設人行道後，將減少停車位，也有民眾擔心隆起的減速丘引起噪音，若要設置變窄的入口、彎曲的道路，則須啟動較大工程。
謝銘鴻說，這波推動希望能先讓「交通寧靜區」概念更普遍，並透過里長協助、增加線型人行道，搭配教育民眾與適當執法，落實減緩車速。

#### 台北
台北市是國內第一個畫設交通寧靜區的縣市，當時雖引起車主反彈，但居民卻大多支持，從學校、醫院周邊做起，也較獲得共鳴。
設置區域:目前台北市有90個里已實施鄰里交通改善計畫，2017年起每年以100個里為目標，預計至2020年完成。

#### 新北
新北市早在2011年就已開始，居民大多支持，從學校、醫院周邊做起，也較能獲得共鳴。
設置區域:市內國小、國中、高中約311所，目前約有200所已完成檢討於周邊採限速30公里，2017年就會將未完成部分全數完成，後續就醫院、托老、托育中心周邊有需要路段設置。

#### 桃園
桃園市政府交通局表示，桃園市近年來積極試辦交通寧靜區計畫，107年完成楊梅區及中壢區2處試辦場域後，108年續規劃推動19處學區交通寧靜區計畫，該19處地點已於108年9月底完成施作，建構以人為本的環境，營造幸福的學區空間。2020年底，全市已有41處學校周邊巷道畫設交通寧靜區，都立有指示及速限30公里的標誌，透過綠底行人穿越線等標線強化速限管理，溫州街往大興西路2段一帶屬永順國小學區，附近有溫州公園與住宅區，希望用路人遵守速限，保障行人通行權益，警方也不定期測照取締超速。
設置區域:楊梅區楊梅高中、新屋區新屋高中、桃園區青溪國中、龜山區大崗國中、桃園區同德國小、觀音區新坡國小、蘆竹區海湖國小、大溪區員樹林國小、平鎮區山峰國小、中壢區忠福國小、龜山區文欣國小、大園區圳頭國小、龍潭區德龍國小、大園區內海國小、桃園區新埔國小、大溪區瑞祥國小、觀音區保生國小、桃園區中山國小、楊梅區楊心國小。

#### 台中
臺中市政府交通局為加強實體人行道不足之處健全行人通行路網，自2016年起陸續逐年於學校、醫院等處週邊畫設標線型人行道。

#### 臺南
臺南市106年3月著手規劃交通寧靜區，以「三城慢遊」﹝安平-熱蘭遮城、赤崁-普羅民遮城、成大大學城﹞為核心，將區域內部分路段優先劃設，107年擴展至南區金華國際社區、巴克禮公園週邊，區內設有告示牌，標示限速30公里並禁鳴喇叭。大致上本市交通寧靜區區分為商圈型、觀光景點型、住宅社區型三種類型。
目前本市交通寧靜區所採取措施以設置告示牌或地面標字為主，標示「限速30公里、禁鳴喇叭」，藉此提醒民眾行經此處應減速與降低噪音管制，非採取強制性降速措施(如設置減速標線、減速墊、減速丘、穿越道高差等)與強法取締，故減速效果有限，後續推動期望透過民眾參與及廣納各方意見，妥善規劃各項配套措施，有助於本項政策推動。
目前本市設置交通寧靜區範圍區域：
106年設置區域：安平樹屋(古堡街部份路段)、安平老街(國勝路、中興街、效忠街、延平街、觀音街部分路段)、赤崁樓(新美街、赤嵌街、赤嵌東街、永福路部分路段)、國華與正興街部分路段、成功大學(育樂街、大學路部分路段)。
107年設置區域：金華國際安全社區及慶南街週邊道路(健康路二段、金華路二段、新孝路、尊南街、賢南街所圍區域)、友愛街(海安路與西門路之間)、安平老街(安平路850巷、安北路233巷)部分路段、巴克禮公園(巴克禮路、中華東路三段377巷及357巷)部分路段。
110年設置區域: 新營區金華路一段部分路段

#### 高雄
高雄市今年致力推動交通寧靜示範區，以「里」為單位，以人本為主，串聯里內社區道路與周圍主要道路的人行空間，於社區內設置速限30及交通寧靜區複合式牌面，並透過彩色行穿線、標線型人行道、行人專用號誌、速限30成型標線設置達到降低車速、減少車流、提升當地居民優質行走品質及交通安全並型塑優質社區良好意象，實施以來，成效良好，廣獲地方支持。
交通局指出，河堤社區(鼎泰里)是全市第一個透過地方與學校之參與而建置完成之交通寧靜示範區，並於今年5月完工，實施後發現用路人車速明顯下降，經實際測量車速介於23至30公里/小時之間，展現初步成效，近期更擴大實施至寶華里、灣利里及本文里等四大區域，且已於11月建置完成，以減少外來車輛對社區所造成之交通衝擊，增進社區安全與安寧。

## 反响及评价
考科蓝合作组织（Cochrane）的一项研究评述（review of studies）发现，有证据表明交通稳静化措施在减少交通相关受伤人数方面是有效的，甚至可能减少死亡人数。然而评述发现，需要更多的证据来证明其在低收入国家的有效性。
经济评论家和精明增长（smart growth）批评家兰德尔·奥图尔认为，交通稳静化的主要目标是为社会工程增加机动交通的拥堵。他声称一些交通稳静化的措施，例如将单向道路改为双向道路或制造“颠簸路面（bump out）”等，增加了汽车交通拥堵，导致了更多的交通事故和更多的行人死亡。而佛罗里达城市规划师Dom Nozzi则认为，“拥堵是蔓延（sprawl）的一个强大的抑制因素（disincentive）; 蔓延碾碎了外围的生态系统。伴随交通拥堵，蔓延的市场将逐渐萎缩。”

## 畫廊

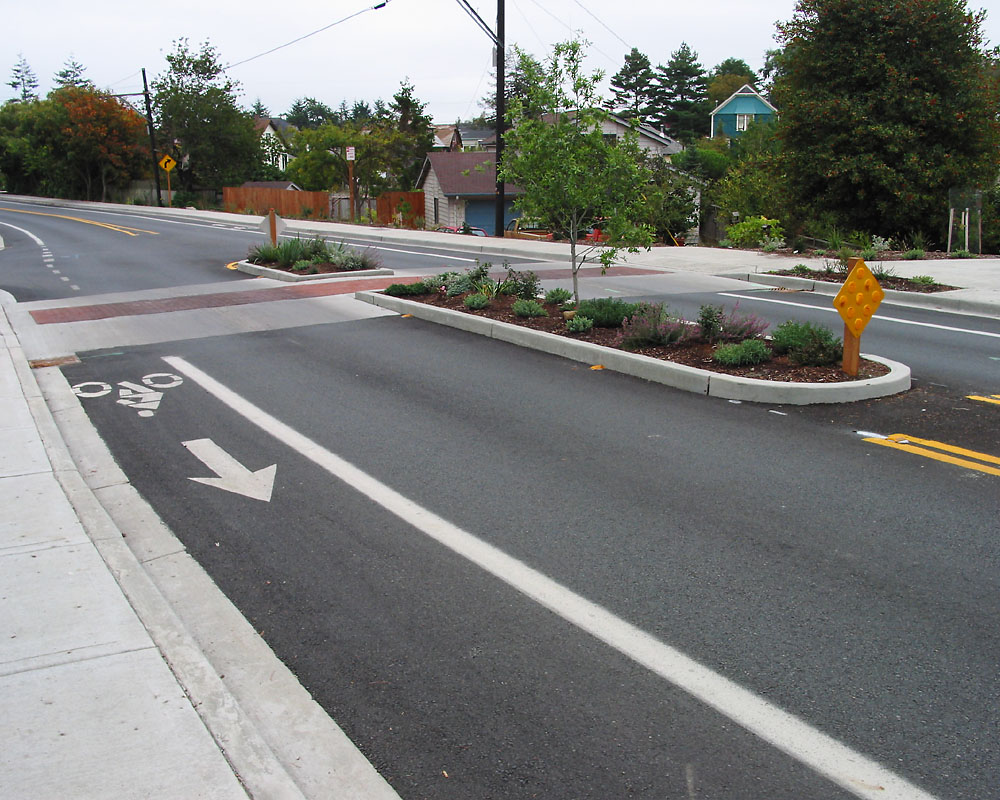
分隔帶中的安全島以及路中隆起的行人穿越道
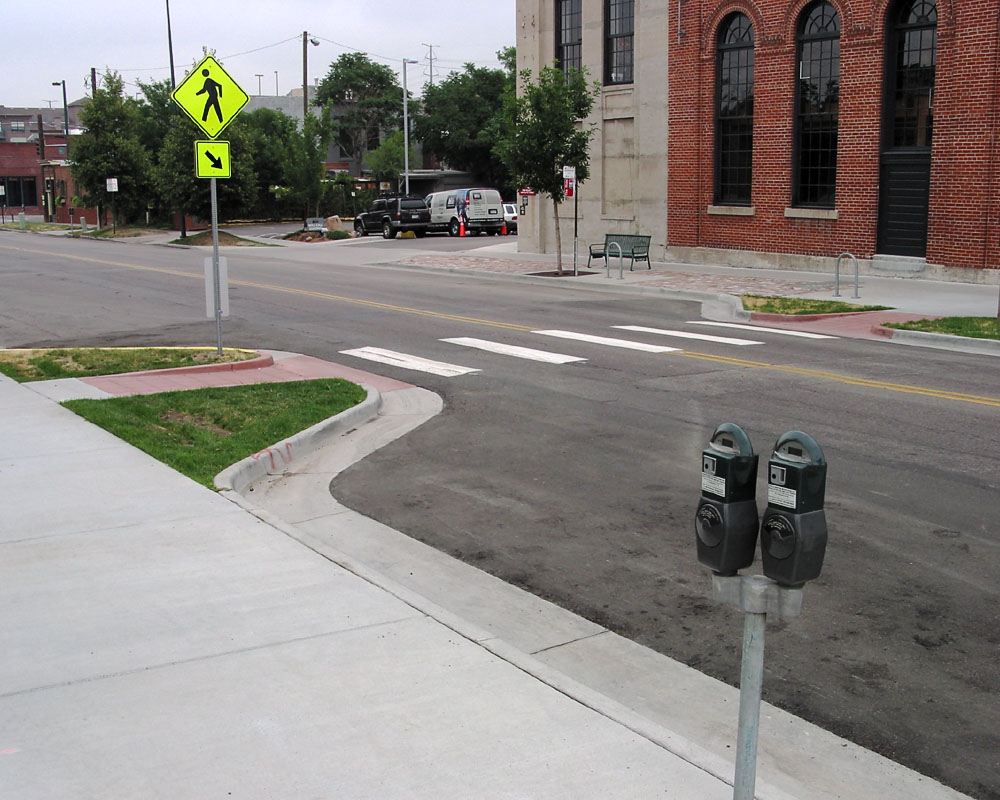
人行横道上的路缘展宽（英语：Curb extension）
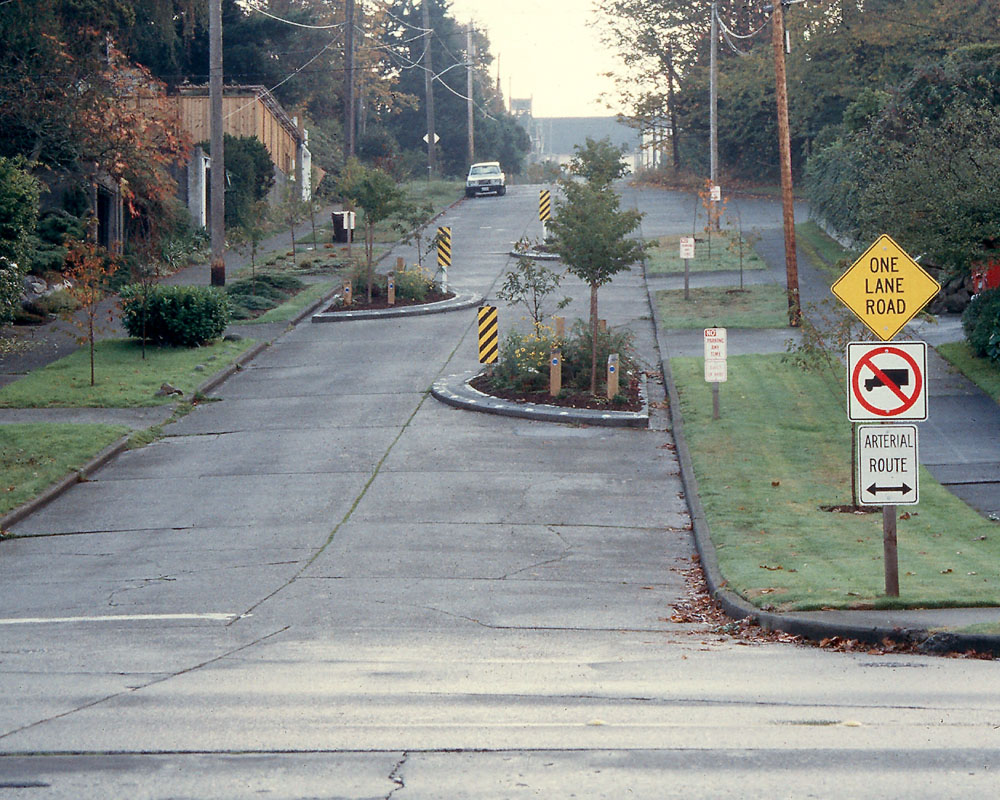
一車道道路上的双急转弯（英语：Chicane）
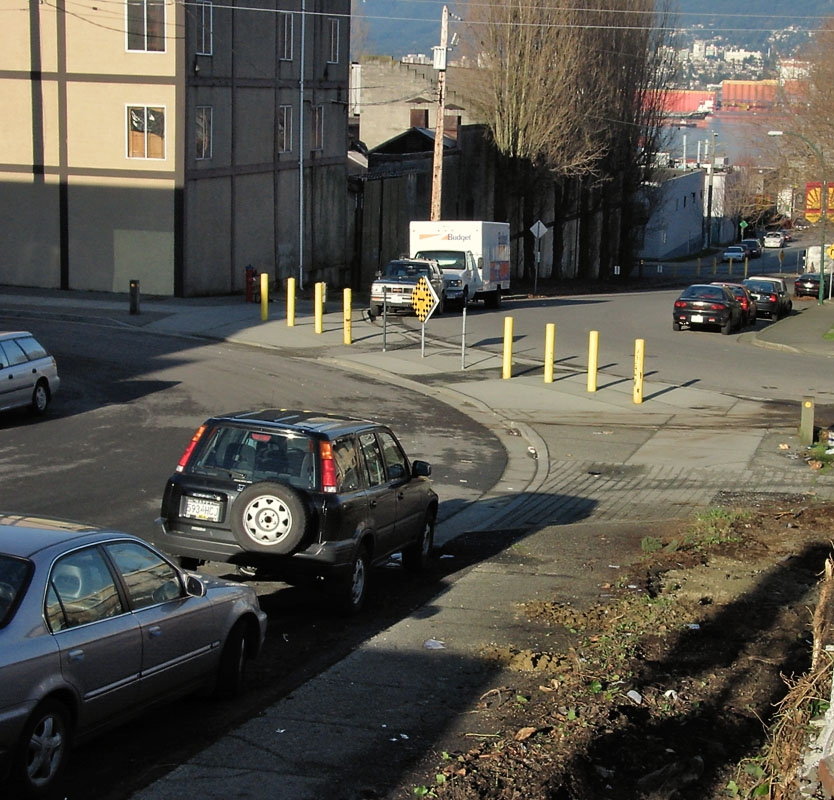
以掉頭車道代替十字路口，迫使機動車掉頭
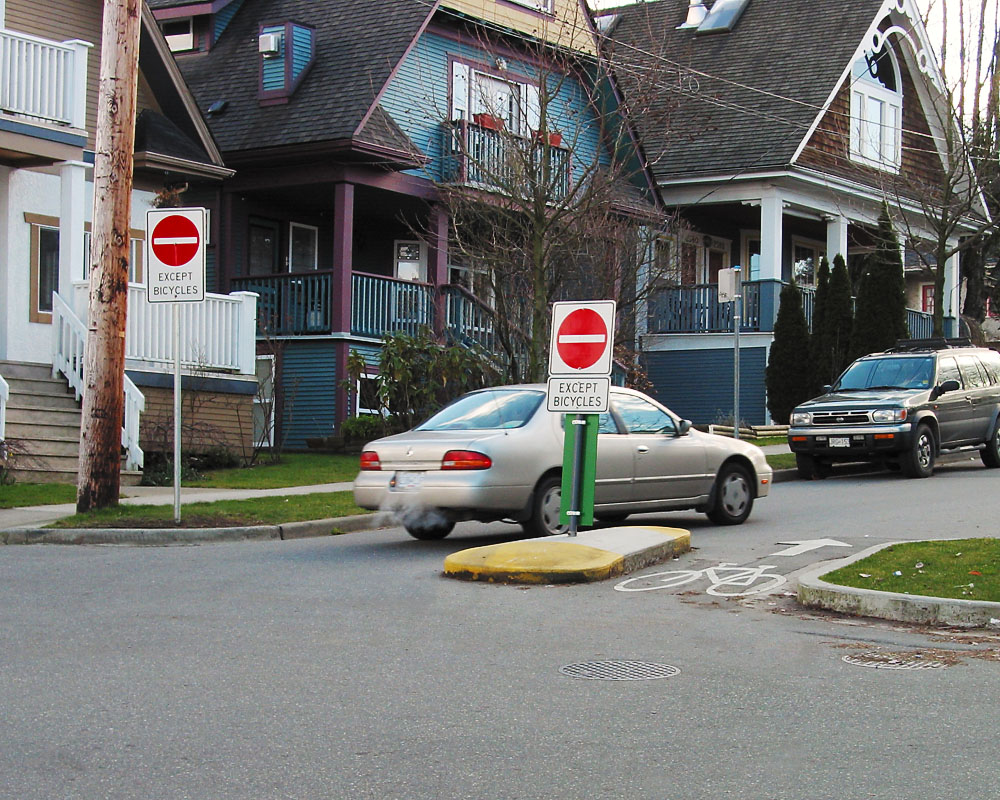
一輛汽車違反道路的行車方向限制（二車道道路其中一側入口除腳踏車外禁止駛入）
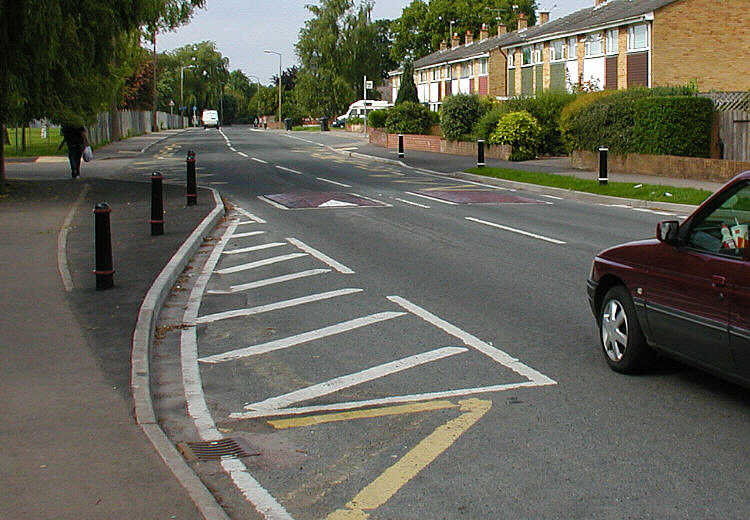
兩種交通寧靜化措施：減速帶（兩塊紅色區域）和路緣展寬
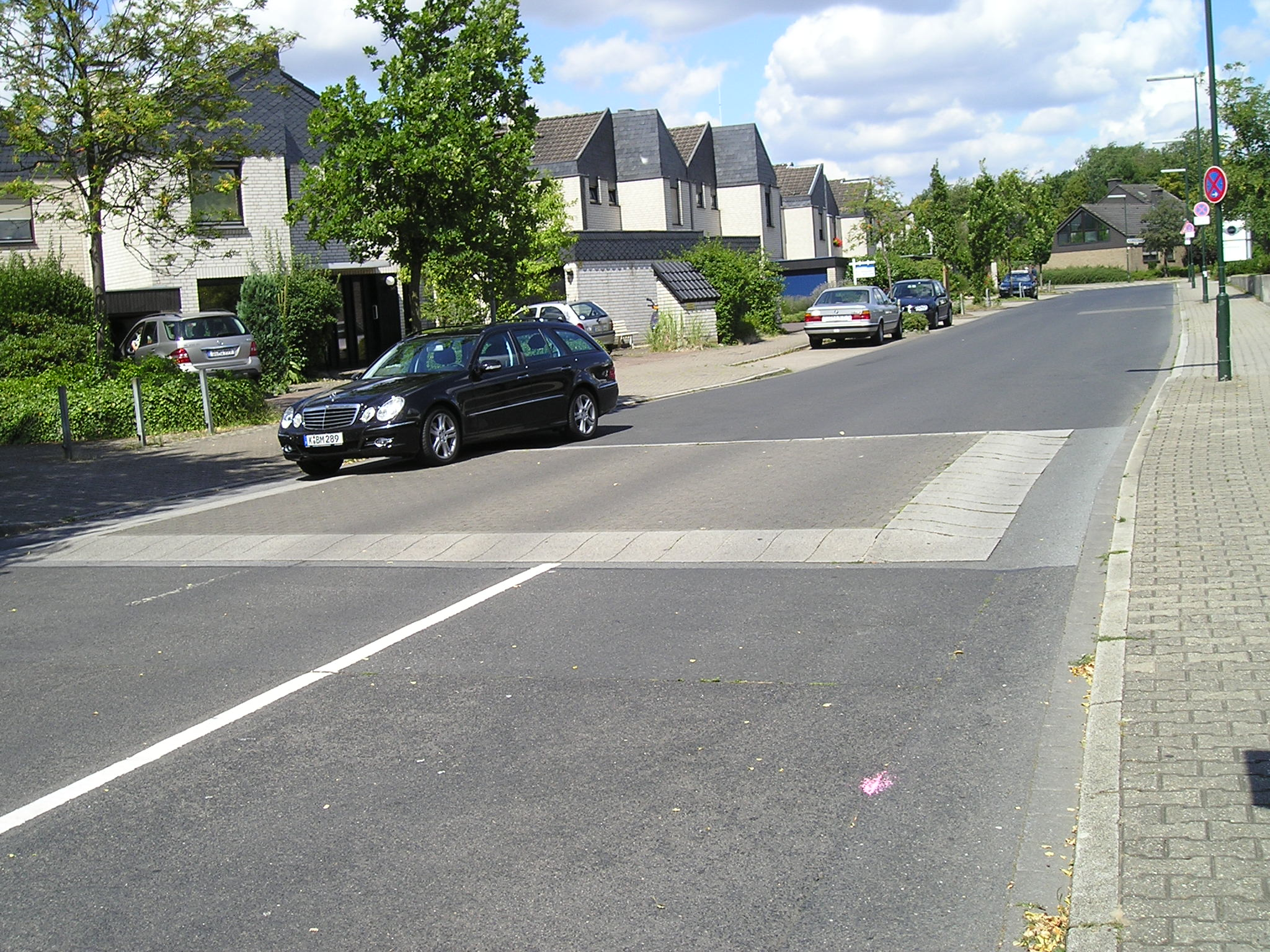
较宽的一个减速带
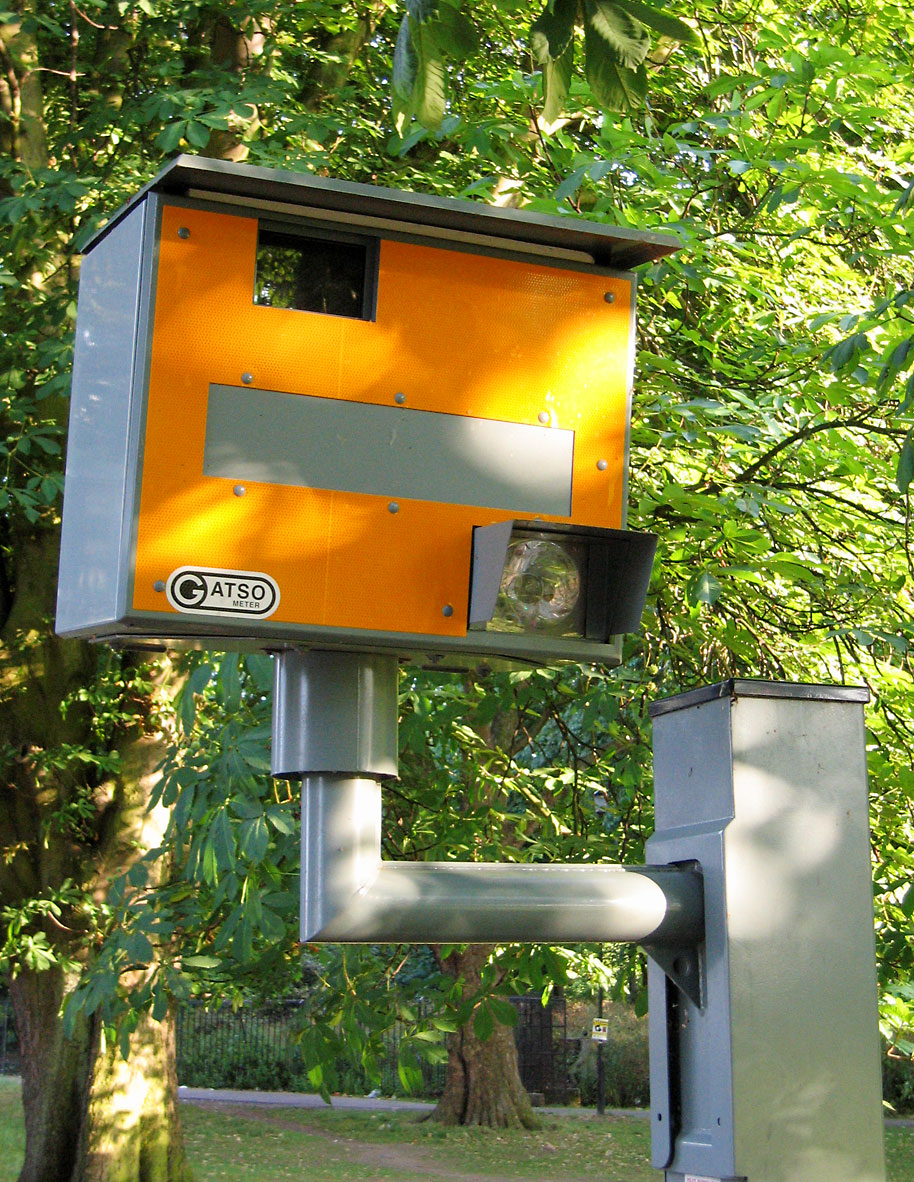
电子警察测速